# Со Сісекі
Со Сісекі (1715 — 9 квітня 1786) — японський художник періоду Едо. Представник школи Нампін.

## Життєпис
Народився в роду Кусумото у 1715 році. Спочатку навчався малювання в Кумасіро Юхі. Втім ґрунтовне навчання живопису відбулося у Нагасакі, де його вчителем став китайський художник Сун Цзияну (відомий в Японії як Со Сіган). Взяв собі псевдонім на честь свого вчителя — Со сісекі. Іншим його вчителем став Шень Цюань.
Після повернення в Едо, Сісекі став там практично єдиним представником школи Нагасакі. Він почав навчати живопису інших, найвідомішими серед учнів були Сіба Кокан і Со Сідзан (син Со Сісекі). Со Сісекі був близький з вченими Хіраґа Ґеннай і Суґіта Ґемпаку, які поширювали ранґаку і цікавилися західним мистецтвом.

## Творчість
Відомий реалістичним зображенням природи, насамперед квітів і птахів. Пейзажі створював за допомогою широких каліграфічних мазків при створенні гілок, стовбурів і каменів, а для створення листя і пелюсток квітів — техніку гохуа, для деталей квітів і пір'я птахів — тонкими рисками.
Відмінною рисою його робіт є створення яскравих і детальних зображень на нейтральному тлі, деталі якого лише намічені легкими рисками. У стилістиці його робіт почали з'являтися риси європейського живопису.
Со Сісекі зробив декоративні зображення флори і фауни школи Нампін більш зрілими. На відміну від попередників у школі його стиль більш зосереджений на деталях, що в свою чергу розвинулося завдяки інтересу до наукових трактатів з ботаніки. Надалі Сісекі ще більше спростив елементи композиції, привівши до посилення ефекту двовимірного зображення. Со Сісекі створив кілька ілюстрованих книг, серед яких збірка його власних робіт («Со Сісекі Гафу» (1765 рік) і «Утю Кейдзі» (1771 рік).